# Cigaritis meridionalis
Cigaritis meridionalis är en fjärilsart som beskrevs av Riley 1925. Cigaritis meridionalis ingår i släktet Cigaritis och familjen juvelvingar. Inga underarter finns listade i Catalogue of Life.